# Su Yiping
Su Yiping, född 4 augusti 1979, är en friidrottare från Kina. Hon deltog vid olympiska sommarspelen 2004.